# Diplolaimella dievengatensis
Diplolaimella dievengatensis is een rondwormensoort uit de familie van de Monhysteridae. De wetenschappelijke naam van de soort is voor het eerst geldig gepubliceerd in 1989 door Jacobs & Vrancken.